# Letnie Mistrzostwa Szwecji w Skokach Narciarskich 2019
Letnie Mistrzostwa Szwecji w Skokach Narciarskich 2019 – zawody rozegrane 28 września 2019 roku w miejscowości Örnsköldsvik. Konkursy w ramach mistrzostw rozgrywały się kompleksie skoczni Paradiskullen.
Złoty medal w kategorii seniorów wywalczył Tobias Fröier z przewagą czterdziestu punktów nad drugim miejscem, które zajął Jonathan Swedberg. Na najniższym stopniu podium stanął sklasyfikowany na trzeciej pozycji Rickard Nyström. W konkursie wystartowało sześciu zawodników.
W konkursie juniorów triumf odniósł, podobnie jak w konkursie seniorów, Tobias Fröier. Srebro wywalczył Jonathan Swedberg, straciwszy do zwycięzcy ponad dwadzieścia punktów. Skład podium zawodów uzupełnił Rickard Nyström. W konkursie wystąpił jeszcze uplasowany na czwartej pozycji Styrbjörn Ekstrand.
Skakano jeszcze w dwóch kategoriach juniorskich, które wygrywali Tobias Fröier oraz Jacob Paul wśród mężczyzn i Vilma Svanborg wśród kobiet.

## Wyniki

### Mężczyźni – 28 września 2019 – HS100
| Msc. | Zawodnik           | Klub             | I seria | II seria | Punkty |
| ---- | ------------------ | ---------------- | ------- | -------- | ------ |
| 1.   | Tobias Fröier      | IF Friska Viljor | 91,0 m  | 91,0 m   | 228,5  |
| 2.   | Jonathan Swedberg  | Sollentuna BHK   | 80,0 m  | 84,5 m   | 186,5  |
| 3.   | Rickard Nyström    | Sollentuna BHK   | 65,5 m  | 66,0 m   | 118,0  |
| 4.   | Anders Gustafsson  | Sollentuna BHK   | 62,5 m  | 64,5 m   | 98,0   |
| 5.   | Styrbjörn Ekstrand | Sollentuna BHK   | 44,0 m  | 44,0 m   | 17,5   |
| 6.   | Anders Forsberg    | Sollentuna BHK   | 43,0 m  | 42,0 m   | 6,0    |

### Juniorzy – 28 września 2019 – HS100
| Msc. | Zawodnik           | Klub             | I seria | II seria | Punkty |
| ---- | ------------------ | ---------------- | ------- | -------- | ------ |
| 1.   | Tobias Fröier      | IF Friska Viljor | 83,0 m  | 95,0 m   | 216,0  |
| 2.   | Jonathan Swedberg  | Sollentuna BHK   | 79,0 m  | 83,0 m   | 182,5  |
| 3.   | Rickard Nyström    | Sollentuna BHK   | 59,0 m  | 61,5 m   | 91,0   |
| 4.   | Styrbjörn Ekstrand | Sollentuna BHK   | 43,0 m  | 42,0 m   | 8,5    |